# Smoke 'Em If You Got 'Em
Albums de Cypress Hill
Till Death Do Us Part
(2004) Greatest Hits from the Bong
(2005)
Smoke 'Em If You Got 'Em est un EP de Cypress Hill, sorti en 2004.

## Liste des titres
| No | Titre               | Contient un (des) sample(s) de | Durée |
| -- | ------------------- | --- | ----- |
| 1. | What's Your Number? | The Guns of Brixton des Clash | 3:51  |
| 2. | Insane in the Brain | Good Guys Only Win in the Movies de Mel & Tim Life de Sly & the Family Stone All Over the World (La La) des Youngbloods Get Out of My Life, Woman de George Semper Say It Loud, I'm Black and I'm Proud de James Brown Boom Bye Bye de Buju Banton Hole in the Head de Cypress Hill How I Could Just Kill a Man de Cypress Hill Latin Lingo (Prince Paul Mix) de Cypress Hill | 3:33  |
| 3. | Hand on the Pump    | Duke of Earl de Gene Chandler Shotgun de Jr. Walker & the All Stars Cold Feet d'Albert King Rammellzee and Shock Dell at the Amphitheatre de Rammelzee and Shock Dell featuring Grand Mixer DST In the Middle de James Brown He Ain't Give You None de Freddie Scott | 4:03  |